# 杨安琪
杨安琪（1996年8月30日—），中国女演员，毕业于重庆大学美视电影学院表演系，出生于四川。

## 演艺经历
- 2017年在网剧《到开封府混个差事》[1]饰演女主角金虔。
- 2017年，在电视剧《三生三世十里桃花》[2]饰演奈奈；主演电视剧《盲约》[3][4]饰演郝悠悠；同年在网络剧 《异兽志》[5]中饰演女一号叶之心。
- 2018年，主演网络剧《医妃难囚》 [6]中饰演女一号纪纤云。

## 影视作品

### 电视剧/网络剧
| 首播年份 | 剧名                 | 角色     | 备注 |
| -------- | -------------------- | -------- | ---- |
| 2017年   | 《三生三世十里桃花》 | 奈奈     |      |
| 2017年   | 《盲约》             | 郝悠悠   |      |
| 2018年   | 《柜中美人》         | 杨贤妃   |      |
| 2018年   | 《医妃难囚第一季》   | 纪纤云   | 网剧 |
| 2019年   | 《梦回》             | 纳兰蓉月 | 网剧 |
| 2020年   | 《实习女捕快》       | 金虔     | 网剧 |
| 2020年   | 《燕雲台》           | 耶律汀   |      |
| 2021年   | 《我的小确幸》       | 三宝     | 网剧 |
| 2021年   | 《世界微塵裏》       | 周紋     |      |
| 2021年   | 《光芒》             | 宁宁     |      |
| 2022年   | 《追光者》           | 罗源     |      |
| 2024年   | 《又见逍遥》         | 莺莺     | 网剧 |
| 待播     | 《异兽志》           | 叶之心   | 网剧 |